# Supercopa de los Países Bajos 2012
La Supercopa de los Países Bajos 2012 (oficialmente y en neerlandés: Johan Cruijff Schaal 2012) fue la 23.ª edición de la Supercopa de los Países Bajos. El partido se jugó el 5 de agosto de 2012 en el Amsterdam Arena, entre el Ajax de Ámsterdam, campeón de la Eredivisie 2011-12, y el PSV Eindhoven, campeón de la KNVB Beker 2011-12. PSV ganó por 4-2 en el Amsterdam Arena frente a 52 000 espectadores.

## Equipos participantes
| Ajax de Ámsterdam |  | Bandera de los Países Bajos |  | Campeón de la Eredivisie 2011-12               |
| PSV Eindhoven     |  | Bandera de los Países Bajos |  | Campeón de la Copa de los Países Bajos 2011-12 |

## Partido
| 5 de agosto de 2012, 18:00 | PSV Eindhoven                              | 4:2 (2:1) | Ajax de Ámsterdam                     | Amsterdam Arena, Ámsterdam                                |                                                           |
|                            | Toivonen 3' 53' · Lens 11' · Wijnaldum 90' | Reporte   | 44' Alderweireld · 75' (a.g.) Marcelo | Asistencia: 52 000 espectadores Árbitro(s): Björn Kuipers | Asistencia: 52 000 espectadores Árbitro(s): Björn Kuipers |

| - 1        | Guardameta     | Przemysław Tytoń |     |
| 13         | Defensa        | Atiba Hutchinson |     |
| 3          | Defensa        | Wilfred Bouma    |     |
| 4          | Defensa        | Marcelo          |     |
| 15         | Defensa        | Jetro Willems    |     |
| 6          | Centrocampista | Mark van Bommel  |     |
| 8          | Centrocampista | Kevin Strootman  |     |
| 7          | Centrocampista | Ola Toivonen     | 74' |
| 17         | Delantero      | Luciano Narsingh | 84' |
| 11         | Delantero      | Jeremain Lens    |     |
| 14         | Delantero      | Dries Mertens    |     |
| Entrenador | Entrenador     | Dick Advocaat    |     |

| 1          | Guardameta     | Kenneth Vermeer     |     |
| 24         | Defensa        | Ricardo van Rhijn   |     |
| 3          | Defensa        | Toby Alderweireld   |     |
| 17         | Defensa        | Daley Blind         |     |
| 35         | Defensa        | Mitchell Dijks      | 76' |
| 5          | Centrocampista | Vurnon Anita        |     |
| 10         | Centrocampista | Siem de Jong        |     |
| 16         | Centrocampista | Theo Janssen        |     |
| 23         | Delantero      | Aras Özbiliz        |     |
| 9          | Delantero      | Kolbeinn Sigþórsson | 76' |
| 39         | Delantero      | Viktor Fischer      | 65' |
| Entrenador | Entrenador     | Frank de Boer       |     |

| 10 | Centrocampista | Georginio Wijnaldum | 74' |
| 22 | Delantero      | Memphis Depay       | 84' |

| 20 | Centrocampista | Lasse Schøne  | 65' |
| 26 | Defensa        | Dico Koppers  | 76' |
| 18 | Delantero      | Davy Klaassen | 76' |

| Anotado | 3'    | Ola Toivonen        | 1-0 |
| Anotado | 11'   | Jeremain Lens       | 2-0 |
| Anotado | 53'   | Ola Toivonen        | 3-1 |
| Anotado | 90+4' | Georginio Wijnaldum | 4-2 |

| Anotado                 | 44' | Toby Alderweireld | 2-1 |
| Anotado · Gol en contra | 75' | Marcelo           | 3-2 |

| Amonestado | 37' | Kevin Strootman  |
| Amonestado | 78' | Przemysław Tytoń |

| Amonestado | 31'   | Mitchell Dijks    |
| Amonestado | 78'   | Siem de Jong      |
| Amonestado | 79'   | Theo Janssen      |
| Amonestado | 90+1' | Toby Alderweireld |
| Amonestado | 90+2' | Ricardo van Rhijn |

|  |

|  |

| Árbitro             | Björn Kuipers     |
| Árbitros asistentes | Sander van Roekel |
| Árbitros asistentes | Erwin Zeinstra    |
| Cuarto Árbitro      | Richard Liesveld  |

| - 1        | Guardameta     | Przemysław Tytoń |     |
| 13         | Defensa        | Atiba Hutchinson |     |
| 3          | Defensa        | Wilfred Bouma    |     |
| 4          | Defensa        | Marcelo          |     |
| 15         | Defensa        | Jetro Willems    |     |
| 6          | Centrocampista | Mark van Bommel  |     |
| 8          | Centrocampista | Kevin Strootman  |     |
| 7          | Centrocampista | Ola Toivonen     | 74' |
| 17         | Delantero      | Luciano Narsingh | 84' |
| 11         | Delantero      | Jeremain Lens    |     |
| 14         | Delantero      | Dries Mertens    |     |
| Entrenador | Entrenador     | Dick Advocaat    |     |

| 1          | Guardameta     | Kenneth Vermeer     |     |
| 24         | Defensa        | Ricardo van Rhijn   |     |
| 3          | Defensa        | Toby Alderweireld   |     |
| 17         | Defensa        | Daley Blind         |     |
| 35         | Defensa        | Mitchell Dijks      | 76' |
| 5          | Centrocampista | Vurnon Anita        |     |
| 10         | Centrocampista | Siem de Jong        |     |
| 16         | Centrocampista | Theo Janssen        |     |
| 23         | Delantero      | Aras Özbiliz        |     |
| 9          | Delantero      | Kolbeinn Sigþórsson | 76' |
| 39         | Delantero      | Viktor Fischer      | 65' |
| Entrenador | Entrenador     | Frank de Boer       |     |

| 10 | Centrocampista | Georginio Wijnaldum | 74' |
| 22 | Delantero      | Memphis Depay       | 84' |

| 20 | Centrocampista | Lasse Schøne  | 65' |
| 26 | Defensa        | Dico Koppers  | 76' |
| 18 | Delantero      | Davy Klaassen | 76' |

| Anotado | 3'    | Ola Toivonen        | 1-0 |
| Anotado | 11'   | Jeremain Lens       | 2-0 |
| Anotado | 53'   | Ola Toivonen        | 3-1 |
| Anotado | 90+4' | Georginio Wijnaldum | 4-2 |

| Anotado                 | 44' | Toby Alderweireld | 2-1 |
| Anotado · Gol en contra | 75' | Marcelo           | 3-2 |

| Amonestado | 37' | Kevin Strootman  |
| Amonestado | 78' | Przemysław Tytoń |

| Amonestado | 31'   | Mitchell Dijks    |
| Amonestado | 78'   | Siem de Jong      |
| Amonestado | 79'   | Theo Janssen      |
| Amonestado | 90+1' | Toby Alderweireld |
| Amonestado | 90+2' | Ricardo van Rhijn |

|  |

|  |

| Árbitro             | Björn Kuipers     |
| Árbitros asistentes | Sander van Roekel |
| Árbitros asistentes | Erwin Zeinstra    |
| Cuarto Árbitro      | Richard Liesveld  |

|                                  |
| Campeón PSV Eindhoven 9.º título |